# Анна Бадер
Анна Бадер (нім. Anna Bader, 12 грудня 1983) — німецька стрибунка у воду.
Призерка Чемпіонату світу з водних видів спорту 2013 року в хай-дайвінгу.